# Екстеншион Ганнерз
Футбольний клуб «Екстеншион Ганнерз» або просто «Екстеншион Ганнерз» (англ. Extension Gunners Football Club) — ботсванський футбольний клуб з міста Лобаце.

## Історія
Футбольний клуб «Екстеншион Ганнерз» було засновано в 1962 році в найстарішому місті країні, Лобаце. В 1992, 1993 та 1994 роках команда тричі поспіль перемагала в національному чемпіонаті. В цей час у клубі були зібрані найсильніші гравці в історії клубу, які були ключовими гравцями національної збірної. В 1992, 1998 та 2011 роках команда перемогла в Кубку виклику Футбольної асоціції Ботсвани, а в 1996, 1998 та 2001 роках — у Кебаланго Чериті Кап. Також команда здобувала Лайонз Кап, перш ніж він змінив назву на Кока Кола Кап.
Успішні виступи клубу у Прем'єр-лізі дозволили Екстеншион Ганнерз декілька разів взяти участь в розіграшах континентальних турнірів, але команда кожного разу припиняла боротьбу на ранніх стадіях.

## Досягнення
- Прем'єр-ліга
  -  Чемпіон (3): 1992, 1993, 1994
  -  Срібний призер (2): 1981, 1988

- Кубок виклику Футбольної асоціації Ботсвани
  -  Володар (3): 1992, 1998, 2011
  -  Фіналіст (1): 1994, 2001

- Оранж Кебаланго Чериті Кап
  -  Володар (3): 1996, 1998, 2001

## Виступи клубу на континентальних турнірах
| Сезон | Турнір                       | Раунд      | Клуб                       | Вдома | На виїзді | Загалом        |
| ----- | ---------------------------- | ---------- | -------------------------- | ----- | --------- | -------------- |
| 1993  | Кубок африканських чемпіонів | Попередній | Кайзер Чифс                | 0-1   | 0-6       | 0-7            |
| 1994  | Кубок африканських чемпіонів | Попередній | Чіф Сантос                 | 2-0   | 3-3       | 5-3            |
| 1994  | Кубок африканських чемпіонів | 1          | Віта (Кіншаса)             | 1-1   | 0-5       | 1-6            |
| 1995  | Кубок африканських чемпіонів | Попередній | Одинадцять людей в польоті | 2-2   | 2-2       | 4-4 (2-4 пен.) |
| 2002  | Кубок володарів кубків КАФ   | Попередній | Бео-Бассі Росе-Хілл        | 1-1   | 2-3       | 3-4            |
| 2012  | Кубок конфедерації КАФ       | Попередній | Тана Формасьйон            | 2-1   | 0-2       | 2-3            |